# جوزفين لو توتور
جوزفين لو توتور (بالفرنسية: Joséphine Le Tutour)‏ (مواليد 20 نوفمبر 1994) عارضة أزياء فرنسية. فازت «جوسفين لو توتور» بالطبعة الفرنسية «إيليت موديل لوك»، ومثلت بلدها في المسابقة الدولية التي احتلت فيها المرتبة السابعة، كما لها شقيق «جولز» هو أيضًا عارض أزياء تم توقيعه لشركة «إيليت موديل لوك», ولقد ساروا سويا خلال عرض سونيا ريكيال في عام 2015.

## روابط خارجية
- جوزفين لو توتور على موقع دليل عارضات الأزياء (الإنجليزية)